# Johann Anton von Zieten
Johann Anton von Zieten (* 12. Juli 1640 in Lögow, Kreis Ruppin; † 20. April 1690 in Hamm) war ein kurfürstlich-brandenburgischer Offizier, zuletzt Generalmajor. Zieten wurde 1689 zum  Gouverneur von Minden ernannt und war Schwiegersohn von Generalfeldmarschall Georg von Derfflinger.
Er war der Sohn von Kaspar von Zieten (* 1604; † 1688) und Anna Katharina von Britzke aus dem Haus Knobloch.
Er hat alle Feldzüge unter Kurfürst Friedrich Wilhelm (Großer Kurfürst) mitgemacht. Im Jahre 1677 bekam er ein eigenes Regiment, das aus Garnisonen in der Mark und Pommern zusammengestellt wurde. Es bildete den Grundstock für das Infanterie-Regiment Nr. 8. Am 20. Februar 1679 wurde er zum Oberst und am 21. April 1689 zum Generalmajor ernannt sowie im Oktober 1689 zum Gouverneur von Minden.

## Familie
Seit dem 8. Mai 1683 war er mit Katharina Charlotte von Derfflinger (* 1651; † nach 1690)  verheiratet. Das Paar hatte einen Sohn und drei Töchter. Er ist über seine Tochter Luise ein unmittelbarer Vorfahre von Otto von Bismarck.
- George Friedrich (* 1689; † 17. Januar 1769) (in der Trebnitzer Kirche beigesetzt, bedeutender Botanischer Garten angelegt durch Johann Gottlieb Gleditsch)[1]
- Luise Emilie  (* 1684; † 21. August 1760) ⚭ Stephan Berend von Dewitz (* 21. März 1672; † 8. März 1728)
- Johanna († 1722) ⚭ Christian Friedrich von Burgsdorff (* 1676; † 1712) Herr auf Hohenziethen und Marienwerder
- Charlotte